# ロザマリア・モンチベレル
ロザマリア・モンチベレル（Rosamaria Montibeller、1994年4月9日 - ）は、ブラジルの女子バレーボール選手。ブラジル代表。

## 来歴

### クラブチーム
2011年、São Caetano Esporte Clubeに入団し、バレーボール選手としてのキャリアをスタートさせる。その後、Vôlei Amil/Campinasでプレーし、2013/14シーズンのブラジル・スーパーリーガで4位となった。2014/15シーズンはEC Pinheirosでプレーした。2015/16シーズンはジェルダウ・ミナスでプレーし、リーグ3位となった。2018/19シーズンはプライア・クルーベでプレーし、リーグ優勝に貢献した。2020/21シーズンはイタリアセリエAのカザルマッジョーレと契約した。2021/22シーズンはイタリアセリエAのノヴァーラでプレーし、欧州チャンピオンズリーグで9位、リーグで3位となった。2022/23シーズンはFVブスト・アルシーツィオと契約した。2023年9月、日本のV.LEAGUE Division1のデンソーエアリービーズに入団することが発表された。

### 代表チーム
2012年にペルーで開催されたジュニア南米選手権で金メダルを獲得し、自身もベストスパイカー賞を受賞した。2013年にチェコで開催されたU-20世界選手権で銅メダルを獲得した。2015年にシニア代表に初選出され、同年のパンアメリカンゲームズで代表デビューし、銀メダルを獲得した。同年8月のU23世界選手権では主将を務め、金メダルを獲得し、自身もベストオポジット賞を受賞した。2017年から本格的にシニア代表として活躍し、同年のワールドグランプリで金メダルを獲得した。2018年、世界選手権に出場した。2021年開催の東京2020オリンピックでは銀メダルを獲得した。2022年、ネーションズリーグ、世界選手権では銀メダルを獲得した。

## 球歴
- オリンピック - 2021年、2024年
- 世界選手権 - 2018年、2022年
- グラチャン - 2017年
- ワールドグランプリ - 2017年
- ネーションズリーグ - 2018年、2021年、2022年
- 南米選手権 - 2017年

## 受賞歴
- 2012年 - ジュニア南米選手権 ベストスパイカー
- 2015年 - 第2回世界U23女子バレーボール選手権 ベストオポジット
- 2018年 - 南米クラブ選手権 ベストアウトサイドヒッター
- 2025年 - 2024-25 SV.LEAGUE WOMEN MIP賞・ベストアウトサイドヒッター

## 所属クラブ
- São Caetano Esporte Clube（2011-2013年）
- Campinas Voleibol Clube（2013-2014年）
- Esporte Clube Pinheiros（2014-2015年）
- ジェルダウ・ミナス（2015-2018年）
- プライア・クルーベ（2018-2019年）
- Wealth Planet Perugia Volley（2019-2020年）
- カザルマッジョーレ（2020-2021年）
- イゴール・ゴルゴンゾーラ・ノヴァーラ（2021-2022年）
- FVブスト・アルシーツィオ（2022-2023年）
- デンソーエアリービーズ（2023年-）